# Station Bieruń Stary Mleczarnia
Station Bieruń Stary Mleczarnia was een spoorwegstation in de Poolse plaats Bieruń.